# Rodzina planetoidy Maria
Rodzina planetoidy Maria – rodzina planetoid z pasa głównego, w skład której wchodzą obiekty charakteryzujące się podobnymi parametrami orbit i budową podobną do planetoidy (170) Maria. 
Wszystkie one krążą po trajektoriach zawierających się w przedziale od 2,5 do 2,706 j.a. od Słońca, ich nachylenie względem ekliptyki mieści się w przedziale od 12 do 17º.
Obecnie znanych jest ok. 80 przedstawicielek tej rodziny.  
Do przedstawicielek należą m.in.: 
- (170) Maria
- (695) Bella
- (660) Crescentia
- (616) Elly
- (787) Moskva
- (727) Nipponia
- (472) Roma
- (714) Ulula